# نشانگر وضعیت

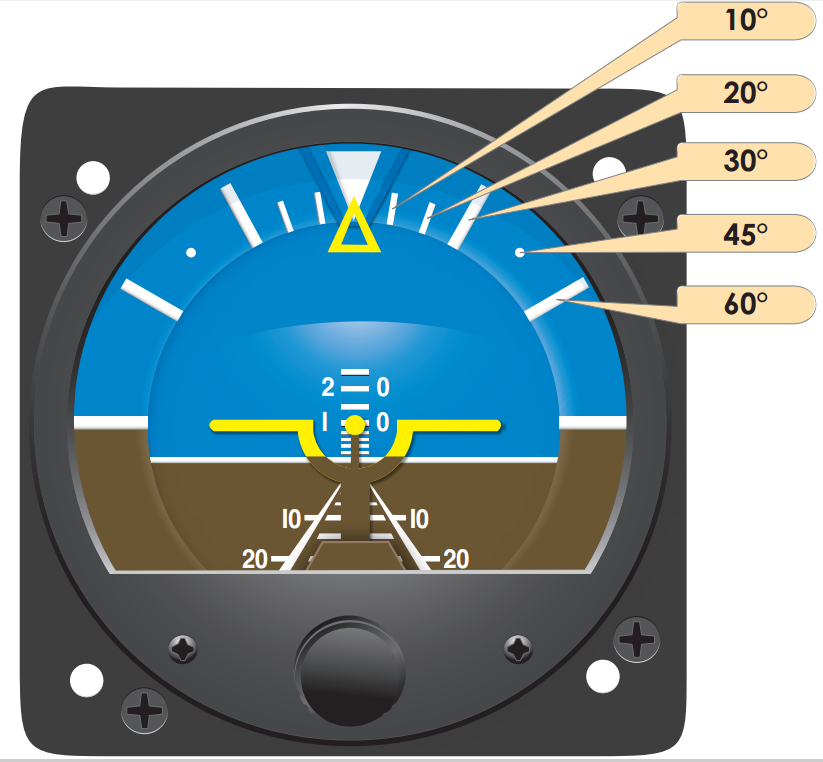
یک نمونه نشانگر وضعیت

نشانگر وضعیت (انگلیسی: Attitude indicator)، افق چرخش‌نما یا افق مجازی، یک دستگاه هدایت پرواز است که خلبان را از وضعیت و زاویه هواپیما با افق زمین باخبر می‌سازد و به محض کوچک‌ترین تغییر، علامت می‌دهد. هواپیمای کوچک و نوار افق موجود در نشانگر، رابطه میان هواپیما و افق حقیقی را نشان می‌دهند.

## استفاده

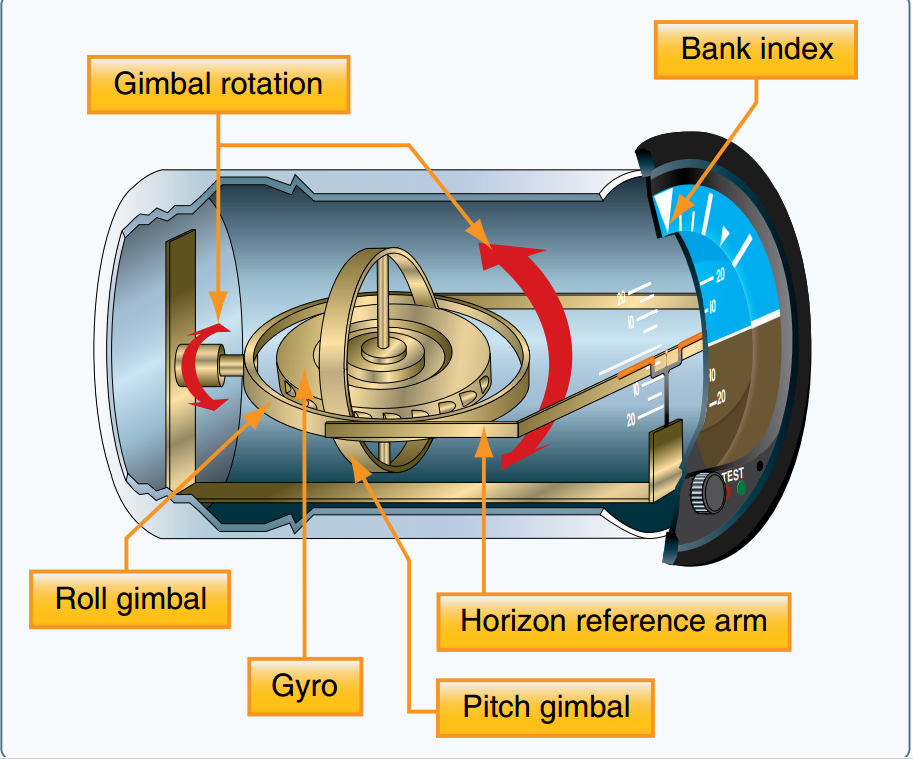
دستگاه نشانگر وضعیت

### هوش مصنوعی داخلی
اجزای ضروری یک نشانگر وضعیت شامل یک هواپیمای مینیاتوری نمادین است که به گونه ای نصب شده است که به نظر می رسد نسبت به افق در حال پرواز است. یک دستگیره تنظیم، برای محاسبه خط دید خلبان، هواپیما را به سمت بالا و پایین حرکت می دهد تا آن را با نوار افق هماهنگ کند. نیمه بالایی ساز به رنگ آبی است که آسمان را نشان می دهد، در حالی که نیمه پایینی آن قهوه ای است تا زمین را نشان دهد. ایندکس بانک در بالا، زاویه بانک هواپیما را نشان می دهد. خطوط مرجع در وسط نشان دهنده درجه زیر و بمی، بالا یا پایین، نسبت به افق است.
بیشتر هواپیماهای ساخت روسیه تا حدودی طراحی متفاوتی دارند. صفحه نمایش پس‌زمینه مانند سازهای غربی رنگی است، اما فقط برای نشان دادن ارتفاع بالا و پایین حرکت می‌کند. نمادی که هواپیما را نشان می دهد (که در ساز غربی ثابت شده است) برای نشان دادن زاویه کرانه به چپ یا راست می چرخد. یک نسخه ترکیبی پیشنهادی از سیستم‌های غربی و روسی که بصری‌تر است، هرگز مورد توجه قرار نگرفت

## عملیات

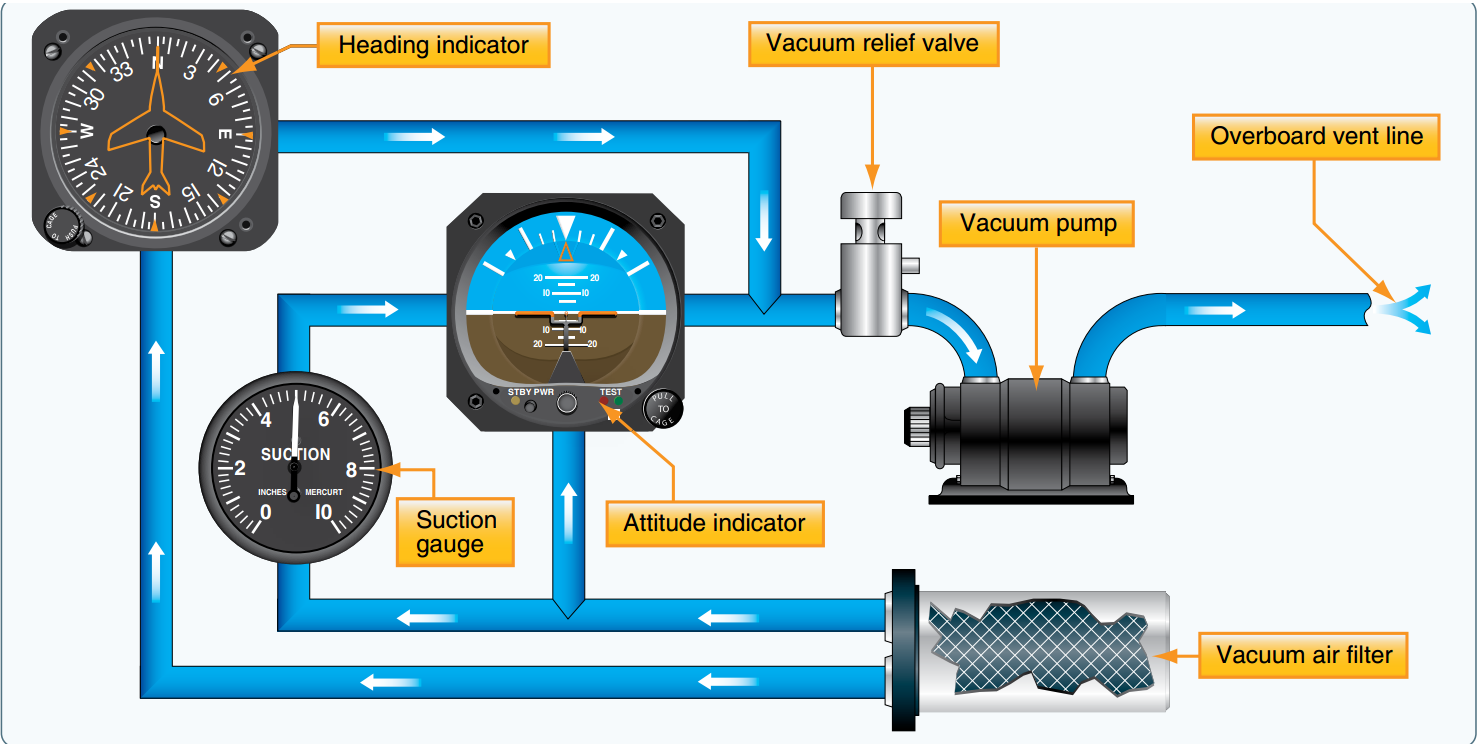
سیستم پمپ خلاء

سیستم خلاء با استفاده از پمپ خلاء
سیستم خلاء با استفاده از ونتوری قلب نشانگر وضعیت یک ژیروسکوپ (ژیروسکوپ) است که با سرعت زیاد، یا از طریق یک موتور الکتریکی، یا از طریق عمل جریان هوا که بر روی پره های روتور قرار گرفته است، می چرخد. جریان هوا توسط یک سیستم خلاء که توسط پمپ خلاء یا ونتوری هدایت می شود، تامین می شود. هوای عبوری از باریک‌ترین بخش ونتوری فشار هوای کمتری را از طریق اصل برنولی دارد. ژیروسکوپ در یک گیمبال دوتایی نصب شده است، که به هواپیما اجازه می‌دهد تا زمانی که ژیروسکوپ به صورت عمودی می‌ماند، بچرخد. یک مکانیسم خودبرافراشته، که توسط گرانش به کار می‌رود، با هرگونه اصطکاک یاتاقان مقابله می‌کند. ممکن است چند دقیقه طول بکشد تا مکانیسم نصب، ژیروسکوپ را به حالت عمودی عمودی پس از اولین بار روشن شدن موتور هواپیما برساند.
شاخص های نگرش مکانیسم هایی دارند که ابزار را با توجه به جهت گرانش در سطح نگه می دارد. این ابزار ممکن است در طول دوره های طولانی شتاب، کاهش سرعت، چرخش، یا به دلیل انحنای زمین در زیر هواپیما در سفرهای طولانی، خطاهای کوچکی در زمین یا پایین داشته باشد. برای شروع، آنها اغلب وزن کمی بیشتر در قسمت پایین دارند، به طوری که وقتی هواپیما روی زمین قرار می گیرد، در سطح آویزان می شوند و بنابراین هنگام شروع به کار هم تراز خواهند بود. اما هنگامی که آنها شروع به کار کنند، آن وزن آویزان در پایین آنها را در حالت خارج از سطح قرار نمی دهد، بلکه در عوض کشش آن باعث می شود که ژیروسکوپ پیشروی کند. برای اینکه ژیروسکوپ در حین کار به آرامی در جهت گرانش قرار بگیرد، ژیروسکوپ معمولی با نیروی خلاء دارای آونگ های کوچکی روی پوشش روتور است که تا حدی سوراخ های هوا را می پوشاند. هنگامی که ژیروسکوپ نسبت به جهت گرانش از سطح خارج می شود، آونگ ها در جهت گرانش می چرخند و سوراخ ها را باز می کنند یا می پوشانند، به طوری که هوا اجازه خروج از سوراخ ها را می دهد یا از خروج آن جلوگیری می کند، و در نتیجه از سوراخ ها استفاده می شود. نیروی کمی برای جهت دهی ژیروسکوپ به سمت جهت گرانش. ژیروس های برقی ممکن است مکانیسم های مختلفی برای دستیابی به یک اثر مشابه داشته باشند.
هوش مصنوعی‌های قدیمی‌تر از نظر میزان گام یا چرخش محدود بودند. فراتر از این محدودیت‌ها باعث می‌شود که ژیروسکوپ در تماس با گیمبال‌ها، ژیروسکوپ غلت بخورد و باعث ایجاد نیروی پیشروی شود. جلوگیری از این امر مستلزم یک مکانیسم قفس بندی برای قفل کردن ژیروسکوپ در صورتی که گام از 60 درجه بیشتر شود و رول از 100 درجه بیشتر شود. هوش مصنوعی های مدرن این محدودیت را ندارند و به مکانیسم قفس نیاز ندارند